# گابریل گومس
گابریل گومس (اسپانیایی: Gabriel Gómez‎؛ زادهٔ ۸ دسامبر ۱۹۵۹) بازیکن سابق و مربی فوتبال اهل کلمبیا است.
از باشگاه‌هایی که در آن بازی کرده‌است می‌توان به باشگاه فوتبال اتلتیکو ناسیونال اشاره کرد.
وی همچنین در تیم ملی فوتبال کلمبیا بازی کرده‌است.